# Manokwari
Manokwari je město v Indonésii. Nachází se na pobřeží poloostrova Ptačí hlava a je hlavním městem provincie Západní Papua. Žije v něm přibližně 136 tisíc obyvatel. K městu patří také ostrov Mansinam.
Jako první Evropan zde přistál v roce 1793 britský kapitán John Hayes. Město založili Nizozemci v roce 1898. Většinu obyvatel tvoří domorodí Papuánci, podíl Indonésanů je menší než v jiných městech Západního Irianu. Převládajícím náboženstvím je křesťanství a město je sídlem diecéze Manokwari–Sorong. Nachází se zde letiště Rendani. V roce 2000 byla ve městě založena univerzita. V srpnu roku 2019 bylo Manokwari jedním z center protestů papuánských separatistů.
Podle města je pojmenován ploštěnec Platydemus manokwari.